# National Bureau of Statistics Tanzania

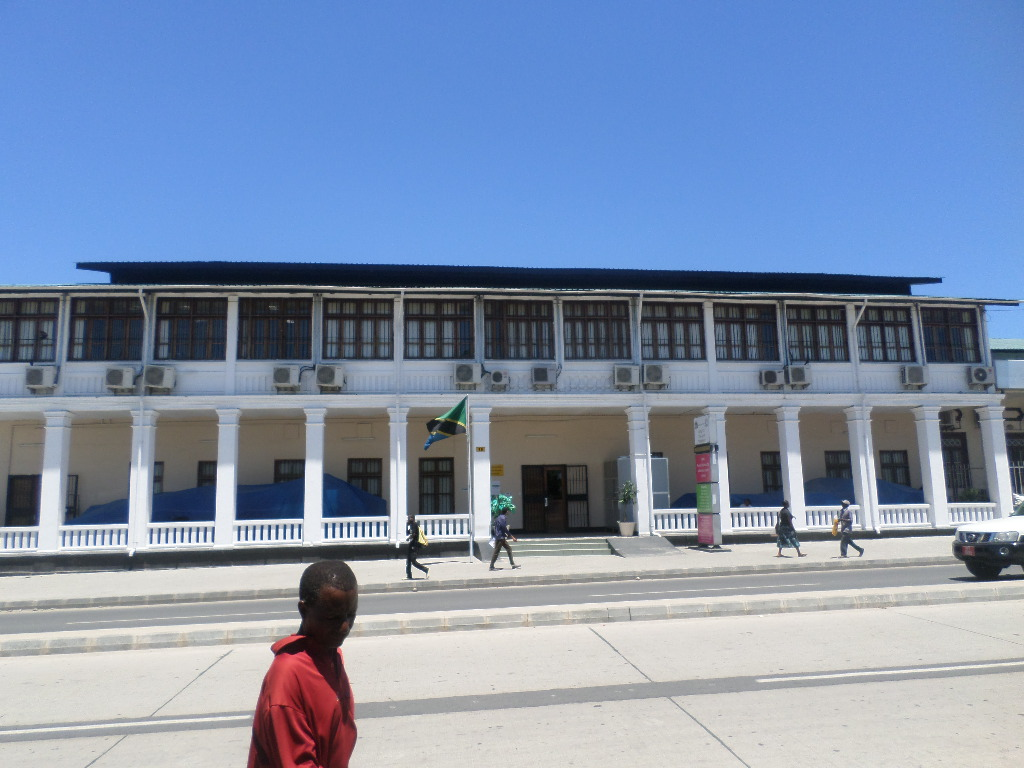
Dienstgebäude des National Bureau of Statistics

Das National Bureau of Statistics Tanzania, abgekürzt NBS, (Swahili Ofisi ya Taifa ya Takwimu ya Tanzania) auch Tanzania National Bureau of Statistics, ist die staatliche Statistikbehörde Tansanias. Sie wurde 2015 auf der Basis des Statistics Act (deutsch: Statistikgesetz) als eigenständige Regierungsstelle errichtet. Deren Aufgaben bestehen in der Bereitstellung von Zensus-Daten für Regierungseinrichtungen, die Wirtschaft und die allgemeine Öffentlichkeit durch eine koordinierende Rolle innerhalb des National Statistical System (NSS). Die Behörde hat ihren Sitz an der Kivukoni Road im Zentrum von Daressalam.

## Struktur
Die Behörde wird durch einen Generaldirektor geleitet, dem eine Revisions- und eine Rechtsabteilung direkt zugeordnet sind. Die Fachbehörde besteht aus vier Direktoraten (Hauptabteilungen), die in weitere Abteilungen untergliedert sind.
Direktorate der NBS sind:
- Directorate of Finance,  Administration &  Marketing (Finanzen, Verwaltung und Marketing)
- Directorate of Population Census and Social Statistics (Bevölkerungszahlen und Sozialstatistiken)
- Directorate of Economic Statistics (Wirtschaftsstatistiken)
- Directorate of Statistical Operations (Erfassungsmethoden, Analysen, Abläufe)

Die Statistikbehörde unterhält in den Regionen Tansanias weitere kleinere Dienststellen.

## Geschichte
Vor dem Inkrafttreten des Statistikgesetzes von 2015 war dieser Aufgabenbereich in Form einer Government Executive Agency (deutsch etwa: „Regierungsbehörde“) organisiert, die auf Basis des Executive Agencies Act von 1997 (Act No. 30) am 26. März 1999 errichtet wurde. Die Agency ging aus dem Central Bureau of Statistics hervor, das eine Abteilung der staatlichen Planning Commission war.
Die Ermittlung von Bevölkerungsdaten auf dem Gebiet des heutigen Tansanias gehen nachweisbar bis auf das Jahr 1910 zurück, als das Land noch die Kolonie Deutsch-Ostafrika war. Aktivitäten zu Volkszählungen nach modernen Gesichtspunkten soll es seit 1958 geben.
Das 2002 erlassene Statistics Act (Act No. 1 of 2002) hob die Statistics Ordinance von 1961 auf.
Nach der Bildung des heutigen Landes, der Vereinigung der Republik Tanganjika und der Volksrepublik Sansibar und Pemba im Jahre 1964, sind mehrere Volkszählungen im Lande (1967, 1978, 1988, 2002, 2012 und 2022) durchgeführt worden. Die vorletzte Volkszählung fand vom 26. August bis zum 8. September 2012 (kurz: 2012 PHC, Population and Housing Census, deutsch etwa: „Bevölkerungs- und Haushaltszählung“) statt. Als offizieller Zensuszeitpunkt gilt Mitternacht vom 25. zum 26. August 2012. Im Jahr 2022 fand die jüngste Volkszählung statt. Ihr Stichzeitpunkt war Mitternacht zwischen dem 22. und 23. August 2022. Das war der 6. und erste digital durchgeführte Zensus nach der Vereinigung von Tanganjika und Sansibar im Jahre 1964.

## Publikationen
Das NBS publiziert statistische Jahrbücher, Zensus-Berichte, Studien und andere Mitteilungen.